# Венцеслав Глишић
Венцеслав Глишић (Злакуса, 1932) српски је историчар.

## Биографија
Глишић је рођен у селу Злакуса код Ужица. Отац му је погинуо као партизан у Другом светском рату. Током студија сам се издржавао, па је 1953. радио као колпортер „Вечерњих новости“. Дипломирао је историју на Филозофском факултету у Београду. За време студија упознао се са Слободаном Пенезићем, који му је помагао док је студирао. Магистрирао је на Филозофском факултету 1962. Као стипендиста источнонемачке владе био је на постмагистарским студијама на Универзитету у Лајпцигу. Докторску дисертацију „Терор и злочини нацистичке Немачке у Србији 1941-1944“ одбранио је 1968. на Хумболтовом универзитету у Источном Берлину.
Глишић је био сарадник Института за историју радничког покрета Србије, потом директор Југословенског библиографског института (1979-1983). Од 1983. па до пензионисања 1988. био је научни саветник Института за савремену историју.